# Вежховиці (Польковицький повіт)
Вежховиці (пол. Wierzchowice) — село в Польщі, у гміні Ґавожиці Польковицького повіту Нижньосілезького воєводства.
Населення — 484 особи (2011).
У 1975-1998 роках село належало до Легницького воєводства.

## Демографія
Демографічна структура станом на 31 березня 2011 року:
|          | Загалом | Допрацездатний вік | Працездатний вік | Постпрацездатний вік |
| -------- | ------- | ------------------ | ---------------- | -------------------- |
| Чоловіки | 257     | 54                 | 185              | 18                   |
| Жінки    | 227     | 43                 | 148              | 36                   |
| Разом    | 484     | 97                 | 333              | 54                   |